# ノスタル爺
「ノスタル爺」（ノスタルじい）は、藤子・F・不二雄（発表時は藤子不二雄名義）の読み切り漫画。1974年（昭和49年）『ビッグコミックオリジナル』2月5日号に掲載された。漫画評論家の米沢嘉博が藤子・F・不二雄やSF漫画について語るときに、たびたび言及される短編作品である。

## あらすじ
主人公の浦島太吉は、昭和20年の終戦を知らず、孤島のジャングルに一人こもっていた元日本兵であった。30年ぶりに帰国を果たした太吉は、故郷の立宮（たつみや）村が既にダムの底に沈んでいること、自身の出征直前に結婚した新妻・里子が、夫が戦死したとの「誤報」を受け取ったのちも再婚せずに亡くなったと知り、不憫に思った。両親と里子の墓参りを済ませた太吉は、戦況が危うい中で無事に復員できる保証もない自分は里子と結婚すべきではなかったと悔恨しながら、村が沈むダム湖を眺めつつ若い頃の自分と里子の甘酸っぱい想い出に耽る。
そんな太吉の目の前に、昔そのまま、恐らくは彼が幼少期時代のそのままの村が広がっていた。この状況が夢か幻か狂気のゆえかと疑いつつも、太吉は村に駆けこみ郷愁に身を浸す。そこにたまたま通りかかった幼子時代の里子に、思わずすがって大泣きしてしまった太吉は、不埒な余所者として警官に捕まるが、名乗ったことから浦島の家に突き出されてしまう。当時の浦島の当主（太吉の父）は、彼の話を当然のことながら信じなかったが、縁の情報や顔付きから縁者であることに間違いはないと確信し、金を渡して、村人に知られる前に村から出ることを言い渡す。しかし太吉は土蔵に閉じ込められても構わないので村にいさせてほしいと頼み込む。
願いは聞き入れられ、太吉は「気ぶり」として、浦島の家の土蔵に閉じ込められる。土蔵の前では、幼い太吉と里子が睦まじく遊び、土蔵の中でその声を聞きながら、太吉は満たされた表情を浮かべるのだった。

## 登場人物
浦島太吉
本作品の主人公。名前は浦島太郎から来たものと思われる。幼なじみの里子を愛していたのだが、出征すれば自分が生きて帰れるか分からないため、里子の幸せを思うがゆえに結婚を断れば良かったとも感じていた。
気ぶりの爺さま
浦島家の土蔵に閉じこめられている老人。気は触れている（という扱いを受けている）が、特に他人を害するわけではない。結婚して出征を控えた太吉と里子に「抱けぇっ!!」と叫ぶ。里子の死を見届けてから間もなく後を追うように亡くなる。後の版では「土蔵の爺さま」に改変されたが、2011年刊の『藤子・F・不二雄大全集 SF・異色短編』では元に戻されている。
太吉の父
太吉に対して「跡取りを嫁もとらせずに戦場へ送れるか!!」と嫁を取ることを強要する。
太吉のおじ
浦島の一族であり、太吉と共に故郷を歩いた。太吉が戦死したとの公報（実際には誤報）を聞き、里子には再婚を勧めるが、聞き入れられなかった。
里子
太吉の幼なじみであり妻。彼を愛しており、戦死公報を受け取っても再婚せず亡くなった。

## 書誌情報
- 藤子不二雄異色短編集（4）ノスタル爺 （小学館〈ゴールデン・コミックス〉、1978年4月15日） ISBN 978-4091750143。
- 藤子不二雄異色短編集（3）箱舟はいっぱい （小学館〈小学館文庫〉、1995年7月） ISBN 978-4091920638 。

### 関連作品
- 『エスパー魔美』「生きがい」（『少年ビッグコミック』1980年第14号初出）